# Mijailo Kotsiubinski
Mijailo Mijáilovich Kotsiubinski (en ucraniano: Михайло Михайлович Коцюбинський; Vínnitsa 17 de septiembre de 1864-Chernígov, 25 de abril de 1913) fue un autor ucraniano cuyos escritos describían la vida típica ucraniana a principios del siglo XX.

## Biografía
Kotsiubinski creció en Bar, en la región de Vínnitsa, donde su padre trabajaba como funcionario. Asistió al internado religioso de Sharhorod y continuó sus estudios en el Seminario Teológico Kamianets-Podilskyi. Sin embargo, fue expulsado en 1882 debido a sus actividades políticas dentro del movimiento socialista, siendo influenciado por el despertar de la idea nacional ucraniana.
Kotsiubinski fue conocido como el "Adorador del Sol y el Girasol", apreciando el sol, las flores y los niños. Dominaba nueve idiomas y su carrera literaria comenzó con un fracaso, pero luego incluyó elementos del impresionismo, psicología profunda y otros movimientos literarios. Fue arrestado en 1882 por sus conexiones con el movimiento de liberación nacional y viajó con frecuencia, especialmente a Italia.
Kotsiubinski se casó con Vira Ustymivna Kotsiubynska en 1896, y tuvo hijos, incluido Yuri Mijáilovich Kotsiubinski, quien desempeñó un papel en la Guerra Civil rusa. Otros miembros de su familia también siguieron carreras destacadas, incluida su sobrina, Mijailina Jomivna Kotsiubinska.
Debido a una enfermedad cardíaca, Kotsiubinski pasó largas temporadas en balnearios y murió en 1911, solo dos años después de recibir una pensión que le permitió concentrarse en su escritura. Durante el período soviético, fue honrado como un realista y un demócrata revolucionario. Se abrieron museos en su honor en Vínnitsa y Chernihiv, y varias películas se basaron en sus novelas.

## Carrera
Durante su vida, Kotsiubinski trabajó en diversas ocupaciones y realizó numerosos viajes. Desde 1888 hasta 1890, fue miembro de la Duma Municipal de Vínnitsa y luego trabajó para una comisión que estudiaba la filoxera en Besarabia y Crimea. Además, estuvo activo en la Hermandad secreta de Taras y en la Comisión de Archivos Académicos de la Gobernación de Chernigov.
Después de la Revolución Rusa de 1905, Kotsiubinski pudo expresar abiertamente críticas al régimen zarista ruso en sus obras, destacando títulos como "Vin ide" y "Smikh". "Fata Morgana" se convirtió en una de sus obras más conocidas, abordando los conflictos sociales en la vida del pueblo ucraniano.
Las primeras obras de Kotsiubinski fueron consideradas ejemplos del realismo etnográfico, reflejando la vida y las tradiciones ucranianas. Sin embargo, a medida que avanzaba en su carrera, su estilo de escritura se volvía más sofisticado, convirtiéndose en uno de los escritores impresionistas y modernistas más talentosos de Ucrania. La popularidad de sus novelas incluso llevó a algunas de ellas a ser adaptadas en películas soviéticas.

## Obra
1. "Andriy Soloviyko" (1884) - Primer intento de Kotsiubinski de escribir prosa, escrito en ucraniano.
2. "Nasha Khatka" - Publicado por primera vez en Leópolis, es uno de los primeros cuentos de Kotsiubinski.
3. "Na Viru" (1891) - Una de las historias que reflejan la vida en las aldeas tradicionales ucranianas.
4. "Dorohoiu tsinoiu" (1901) - Otra obra que explora la vida rural ucraniana.
5. "Vin ide" (1906) - Una de las historias que reflejan la crítica social y política bajo el régimen zarista ruso.
6. "Smikh" (1906) - Otra obra que aborda los conflictos sociales en la vida del pueblo ucraniano.
7. "Persona grata" (1907) - Una exploración más profunda de temas sociales y políticos.
8. "Fata Morgana" (1904-1910) - Probablemente una de las obras más conocidas de Kotsiubinski, que describe los conflictos sociales en la vida del pueblo ucraniano.

### Adaptaciones
1. "Koni ne vynni" (1956) - Basada en la obra de Kotsiubinski.
2. "Dorohoiu tsunoiu" (1957) - Adaptación cinematográfica de una obra de Kotsiubinski.
3. "Tini zabutykh predkiv" (1967) - Película basada en una novela de Kotsiubinski.
4. Posiblemente otras adaptaciones de obras de Kotsiubinski en forma de danza podrían haber sido realizadas localmente o como proyectos artísticos específicos, pero no se dispone de una lista exhaustiva en este momento.